# Cobra Starship
Cobra Starship fue una banda estadounidense de dance punk con orígenes en Nueva York, creada por el uruguayo Gabe Saporta, antes líder de la banda punk Midtown. Sus miembros fueron Gabe Saporta (cantante), Ryland Blackinton (guitarrista), Alex Suárez (bajista), Nate Novarro (batería) y Victoria Asher (teclista). La banda es clasificada generalmente como pop punk con algunos sonidos de new wave y synthpop.
El grupo lanzó su álbum debut, While the City Sleeps, We Rule the Streets en el año 2006, que contenía el sencillo «Snakes on a Plane (Bring It)». En el 2007, lanzaron el álbum ¡Viva la Cobra!, que fue el primer disco de la banda con la alineación completa de integrantes. En el 2009, se lanzó el disco Hot Mess que alcanzó el éxito comercial debido al sencillo «Good Girls Go Bad». El cuarto álbum de la banda, Night Shades, se lanzó el 29 de agosto de 2011 presentando su primer sencillo, llamado «You Make Me Feel...».
Se presentaron en los Premios MTV Latinoamérica 2009 junto a Paulina Rubio, interpretando los temas Good Girls Go Bad de ellos mismos y Ni rosas ni juguetes de la misma cantante. En los cuales ganaron el premio a la mejor presentación. En el 2010 tocaron por primera vez en Sudamérica, el 9 de octubre en el Festival Colombiano Nem-Catacoa, luego el 20 de noviembre en el festival argentino Hot Festival junto a Massive Attack, Stereophonics, Mika, Scissor Sisters y en Brasil el día 21 de noviembre.
En el 2011 acompañaron a Justin Bieber, abriendo todos sus shows en el My World Tour.
En noviembre del 2015 Gabe Saporta, a través de la página oficial de la banda, anunció su separación definitiva, dejando el proyecto de Cobra Starship en el pasado, para enfocarse en una empresa de música.

## Nombre
El nombre de la banda al parecer se debe a que, cuando Gabe se encontraba solo en el desierto, se quedó inconsciente cuando una cobra lo mordió. En estado de alucinación recibió un mensaje de la cobra, que le dijo que debía aprender a bailar y que su misión en la vida era asegurarse de que el mundo siguiera su estilo. Además de que la Cobra venía del futuro en una nave espacial. Esta historia se ve reflejada en el videoclip «Send my Love to the Dancefloor, I’ll See You In Hell (Hey Mr. DJ)».

## Orígenes
Cobra Starship era un proyecto creado por Gabe Saporta después de la separación de su antigua banda, Midtown. La banda firmó con la compañía discográfica Decaydance Records en julio del 2006.

## Álbumes

### While the City Sleeps, We Rule the Streets
Su primer álbum, While the City Sleeps, We Rule the Streets, salió el 10 de octubre de 2006, incluyendo el sencillo «Bring It (Snakes on a Plane)» cuyo vídeo fue integrado durante los créditos de la película Snakes on a Plane. En el video de esta canción aparecen Gabe Saporta, William Beckett (The Academy Is...), Travis McCoy (Gym Class Heroes), Maja Ivarsson (The Sounds) y Pete Wentz (Fall Out Boy), este último como un cameo. Aunque no aparece en el vídeo, también participó en la canción, tocando la guitarra, Nick Wheeler (All American Rejects).
Cobra Starship ha estado de gira con Cartel, Boys Like Girls, Panic! At The Disco, Patent Pending, Permanent Me y Quietdrive. Más tarde lo hizo también con Fall Out Boy, +44, The Academy Is..., y Paul Wall en el 2007 Honda Civic Tour. También tocaron con The Academy Is... En Singapur y Australia en agosto de 2007 y en el "Sleeping With Giants Tour" con The Academy Is..., Armor for Sleep, Sherwood, y The Rocket Summer. Participaron también en el Reading Festival en agosto del 2007.

### ¡Viva la Cobra!
Cobra Starship sacó su segundo álbum, ¡Viva la Cobra!, el 23 de octubre de 2007. Fue producido por el cantante de la banda amiga Fall Out Boy, Patrick Stump, quien también realizó algunas voces en este. El álbum logró que se pudieran hacer varios tours por varios países. Cobra lideró “Really Really Ridiculously Good Looking Tour” con Metro Station, The Cab y We The Kings desde enero hasta marzo del 2008. Ellos también estuvieron presentes tocando en Warped Tour 2008 y lideraron nuevamente otro tour llamado SassyBack, que fue desde el 7 de octubre hasta el 30 de noviembre de 2008, en el que las bandas invitadas fueron Forever The Sickest Kids, Hit the Lights y Sing it Loud.
El álbum cover de ¡Viva la Cobra! además, fue utilizado para promocionar la última edición del Ipod nano de Apple, el cual fue hecho del mismo color violeta que la famosa American Apparel Hoddie que usaba Gabe.

### Hot Mess
Siguiendo el éxito de la canción de Katy Perry, I Kissed A Girl, Cobra Starship grabó su versión de la canción, a la cual nombraron “I Kissed a Boy”, durante el verano del 2008. La canción salió el 25 de agosto de 2008 en el mixtape de Fall Out Boy “Citizens For Our Betterment”. Cobra Starship es uno de los 9 artistas que participaron en el proyecto de thetruth.com, en donde remixaron la canción “Magical Amount” de Sunny Side.
Cobra Starship también se estuvo presentando en el tour "Believers Never Die (Part Deux)" en su comienzo en abril, abriendo para Fall Out Boy, con otras bandas como All Time Low, Metro Station y Hey Monday. Cobra también tocó en algunos shows en el Reino Unido a fines de mayo del 2009, junto con Sing it Loud, Cash Cash y UK Band Mimi Soya.
En el 2009, un nuevo álbum fue anunciado para crear tentativa. Dicho álbum saldría durante este verano en EE. UU. La banda ha trabajado con Kara DioGuardi, Kevin Rudolf, S*A*M, Sluggo y los compositores Benny Blanco y Patrick Stump; también con la actriz de Gossip Girl, Leighton Meester, en la canción “Good Girls Go Bad” producida por Kevin Rudolf y coescrita por Rudolf y Kara DioGuardi. Esta canción es el primer sencillo de este álbum. Fue agregada en iTunes el 11 de mayo de 2009, y está disponible para escucharla en su página oficial de Myspace. Otras canciones que integran este álbum son “Pete Wentz Is The Only Reason We’re Famous”, que salió en su página de Youtube y Myspace.
El 8 de mayo, el título del álbum fue confirmado como "Hot Mess", y salió el 11 de agosto. La banda, luego, hizo un tour para promocionar dicho álbum. Este tour tiene 21 paradas y se realizó con Plastiscines y The Friday Night Boys. El tour se llama “Hot Mess Across the U.S”
En su página oficial, donde crearon un pódcast presentando videos (CobraCam.Tv), la banda realizó un sketch gracioso sobre los posibles nombres de este nuevo álbum (los cuales hacen parodia a algunos reconocidos álbumes) “Griller”, “Tha Ryland III”, y variaciones de su segundo álbum “Viva la Cobra”. Ellos hicieron una parada en Warped Tour durante el verano de EE.UU, en donde se presentaron en Salt Lake City el 8 de agosto de 2009.

### Night Shades
A finales del tercer trimestre de 2011 lanzaron su cuarto álbum Night Shades, el cual había sido promocionado por el sencillo You Make Me Feel..., con la colaboración de Sabi. Poco antes de que el disco viera la luz, sacaron un sencillo promocional llamado “#1NITE (One Night)”
El disco cuenta con 10 canciones, en las cuales colaboran varios artistas como la anteriormente mencionada Sabi, Mac Miller o Plastiscines.

## Miembros
- Gabe Saporta - voz
- Nate Novarro - batería
- Victoria Asher - teclados y coros
- Eric Halvorsen - bajo
- Andy Barr - guitarra eléctrica

### Antiguos miembros
- Alex Suárez[2]
- Ryland Blackinton[2]
- Elisa Schwartz

## Discografía

### Álbumes
- 2006: While the City Sleeps, We Rule the Streets
- 2007: ¡Viva la Cobra!
- 2009: Hot Mess
- 2011: Night Shades